# ECN-T003
ECN-T003（いーしーえぬ　てぃーぜろぜろさん）は、東芝によって開発された、ECナビケータイのCDMA 1X WIN対応音声用端末である。製造型番はTS003（てぃーえす ぜろぜろさん）。

## 概要
au（KDDI／沖縄セルラー電話）からリリースされた、T003をベースモデルとして、KDDI・沖縄セルラー電話のMVNOであるECナビケータイ向けにカスタマイズされたモデル。
ECナビケータイとしては8号機にあたる。

## 歴史
- 2010年3月15日 - 発売